# Liste der Biografien/Plj
Liste der Biografien |
Portal Biografien |
Personensuche
# |
A |
B |
C |
D |
E |
F |
G |
H |
I |
J |
K |
L |
M |
N |
O |
P |
Q |
R |
S |
T |
U |
V |
W |
X |
Y |
Z |
?
 
Pa |
Pc |
Pe |
Pf |
Ph |
Pi |
Pj |
Pk |
Pl |
Pm |
Pn |
Po |
Pr |
Ps |
Pt |
Pu |
Pv |
Pw |
Py
 
Pla |
Ple |
Plh |
Pli |
Plj |
Pll |
Pln |
Plo |
Pls |
Plu |
Ply
Die Liste der Biografien führt alle Personen auf, die in der deutschsprachigen Wikipedia einen Artikel haben. Dieses ist eine Teilliste mit 6 Einträgen von Personen, deren Namen mit den Buchstaben „Plj“ beginnt.

## Plj

### Plja
- Pljaskina, Ksenija (* 1989), belarussische Biathletin

### Plju
- Pljukfelder, Rudolf Wladimirowitsch (* 1928), sowjetischer Gewichtheber
- Pljuschtsch, Iwan (1941–2014), ukrainischer Politiker
- Pljuschtsch, Leonid (1938–2015), sowjetisch-ukrainischer Mathematiker und Dissident
- Pljuschtschenko, Jewgeni Wiktorowitsch (* 1982), russischer EiskunstläuferJewgeni Wiktorowitsch Pljuschtschenko (* 1982)

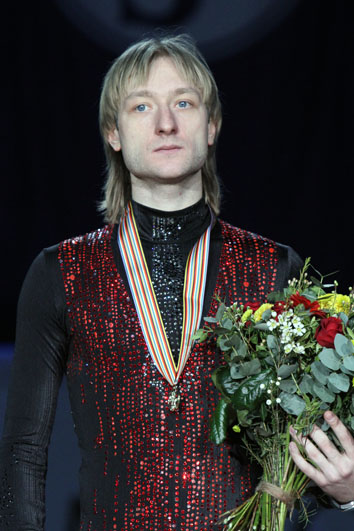
Jewgeni Wiktorowitsch Pljuschtschenko (* 1982)

- Pljuschtschew, Alexander Wladimirowitsch (* 1972), russischer Journalist, Blogger und Radio- und TV-Moderator